# Тобот
Тобот (кор. 또봇) — південнокорейський мультсеріал виробництва Young Toys та Retrobot, створений в 2010 році за мотивами конструкторів Lego і автомобілів концерну Kia Motors. vehicles.

## Сюжет
Розслідуючи ланцюжок таємничих автокатастроф, доктор Франклін Чар викрадений злочинцями. Цей інцидент активізує його творіння під назвою «Тоботи», автомобілі, які перетворюються в роботів за допомогою спеціального ключа, званого «Tokey». Перші два Тобота доктора Чара, Тобот X і Тобот Y, довірені його синам-близнюкам Раяну і Корі відповідно. Тобот X — це жовтий автмобіль Kia Soul. Він може трансформуватися в червоно-блакитного Тобота X, у якого на голові з'являється спортивний шолом, а на руці потужна гармата. Тобот Y, в свою чергу, це блакитний автомобіль Kia K3/Forte/ Cerato Koup. Він найшвидший з усіх Тоботів. Вони разом повинні боротися зі злочинністю та захищати околиці свого рідного міста.